# Harry Schaumans stiftelse
Harry Schaumans stiftelse är en allmännyttig stiftelse i Vasa och Svenska Österbotten. Stiftelsen grundades 1933 efter ett testamente av den samhällsengagerade affärsmannen Harry Schauman. I testamentet avgränsas uppdraget till att stöda vetenskap, kultur och utbildning på svenska i Österbotten.
Stiftelsens kapital är främst placerat i fastigheter, värdepapper och tidningsbolag. Harry Schaumans stiftelse är den största privata fastighetsägaren i Vasa centrum, bland annat ägde den tidigare köpcentret Espen. Genom den 1998 grundade koncernen HSS Media äger stiftelsen dagstidningarna Vasabladet, Österbottens Tidning och Syd-Österbotten.